# Michel Py
Michel Py, né le 27 janvier 1947 à Belfort, est un archéologue français.

## Biographie
Spécialiste de la Protohistoire, directeur de recherche au Centre national de la recherche scientifique (CNRS) , il a dirigé de nombreuses fouilles dans le Midi de la France, notamment celle de l'oppidum de Nages (où il succède à Maurice Aliger) et de Lattara. Docteur d'État, il a reçu la médaille d'argent du CNRS en 1991 et publié de nombreux ouvrages à l'intention du public scientifique et du grand public.

## Thèmes de Recherche
Son thème de recherche principal concerne l'étude des civilisations protohistoriques méditerranéennes, à travers l'exemple d'une région d'investigation, la Gaule du sud. D'autres travaux ont porté sur la céramologie, la numismatique, la sculpture préromaine et la méthodologie des recherches archéologiques de terrain et de leur exploitation scientifique, notamment grâce l'usage de l'informatique.

### La Protohistoire méridionale
À partir des années 1960, Michel Py a contribué aux recherches sur l’âge du fer en Gaule méridionale. En utilisant sur plusieurs sites les stratigraphies naturelles en open area, en appliquant des procédures de fouille normalisées, en prenant en compte les mobiliers de manière exhaustive, en mettant au point des méthodes d’étude quantitative et diachronique des données recueillies, il a contribué à rapprocher l'archéologie, science dite humaine, des méthodes et des protocoles des sciences dites exactes. Parallèlement, il a lancé les projets de plusieurs dictionnaires concernant la typologie des mobiliers (céramiques, monnaies, petits objets), facilitant une approche raisonnée des données matérielles et une insertion de leur analyse dans le raisonnement archéologique.
Michel Py a réalisé une thèse d’État sur la Protohistoire de la région nîmoise, zone prise comme exemple pour une approche globale de l’âge du fer. Il a également publié une synthèse sur le port de Lattara et un livre sur les Gaulois du Midi.

### L’informatique au service de l’archéologie
Michel Py a utilisé la micro-informatique pour la recherche archéologique de terrain, qu'elle soit programmée ou préventive. Il a réalisé en 1986 une première version du logiciel Syslat, un système d’information archéologique dont la version actuelle (Syslat-Terminal) est devenue un outil de gestion de la documentation de fouille sur serveur Internet.